# Джанкоджи Шинде
Джанкоджи Рао Шинде (1745 — 15 января 1761) — третий махараджа княжества Гвалиор из династии Шинде (25 июля 1755 — 16 января 1761).

## Биография
Родился в 1745 году. Младший сын Джаяппы Шинде (ок. 1720—1755), 2-го махараджи Гвалиора (1745—1755). Мать — Шримант Акханд Субхагьявати Сахубай Сахиб. Он вступил в должность после смерти своего отца 25 июля 1755 года. Поскольку в то время ему было всего 10 лет, было установлено регентство во главе с его дядей Даттаджи Рао Шинде (1723—1760), братом Джаяппы Рао, до 10 января 1760 года.

## Третья битва при Панипате
Джанкоджи сражался против афганцев в Третьей битве при Панипате 14 января 1761 года. Джанкоджи с примерно 7-тысячным войском располагался справа от Шамшера Бахадура и противостоял Наджибу Хану Рохилле. Когда распространилась новость о том, что Вишвас Рао был застрелен, Джанкоджи и его дядя Тукоджи, увидев редеющую толпу в маратхском центре, бросились на помощь Садашиву Рао Бхау. Джанкоджи сражался с афганцами, которые проникли в центр маратхов, но был тайно взят в плен Бархурдар-ханом. Каширадж тайно встретился с Джанкоджи в палатке Бархурдар-хана, он был ранен пулей и копьём в руку. Моти Лал, диван Бархурдар-хана, сказал Кашираджу, что Джанкоджи будет освобождён, если будет выплачен выкуп в семь лакхов. К сожалению, об этих сделках стало известно Наджибу Хану, который подговорил Вазир Шаха Вали передать этот вопрос Ахмад-шаху Абдали. Затем Абдали приказал своим насакчи искать Джанкоджи, а Бархурдар, опасаясь пагубных последствий, приказал своим людям убить Джанкоджи и похоронить его в частном порядке. Позже несколько самозванцев из Джанкоджи объявили себя вождём клана Шинде, но все их заявления были опровергнуты выжившими члена клана Шинде.

## Преемственность
После смерти Джанкоджи клан Шинде оставался без лидера в течение двух лет. Наконец, в 1763 году Кадарджи Рао Шинде был назначен новым лидером клана и махараджей Гвалиора.

## В популярной культуре
- В 1994 году в хинди-сериале «Великая маратха» персонажа Джанкоджи сыграл Дипрадж Рана[англ.].
- В хинди-фильме 2019 года «Панипат» персонажа Джанкоджи сыграл Гашмер Махаджани[англ.].